# Metanotrofo
Un microorganismo es metanotrofo cuando puede emplear como fuente de carbono y energía el metano (Aunque también otros compuestos de carbono pequeños sin enlaces C-C). Esto significa que fabrica sus compuestos orgánicos empleando como fuente exterior compuestos pequeños de carbono, y que mediante su oxidación obtiene energía metabólica. Es un organismo capaz de oxidar metano. 
Se considera que la metanotrofía es un caso particular de la metilotrofía, otro tipo de estrategia metabólica microbiana.
Sus especificidad en el empleo del metano los hacen intereresantes en las técnicas biotecnológicas de biorremediación, fundamentalmente porque dicho gas es un factor causal del efecto invernadero.